# 麦大
麦大（ばくだい、生没年不詳）とは、江戸時代の浮世絵師。

## 来歴
ニューオータニ美術館所蔵の肉筆美人画「蚊帳美人図」（紙本着色）に、落款は無いが、号と見られる「麦大」という印章が捺されており、これによってこの絵の作者を「麦大」としている。その画風には鈴木春信の影響が看取されるが、作者である「麦大」の出自や経歴については一切不明である。ただし奈良県立美術館には東燕斎寛志筆の「蚊帳美人図」を所蔵しており、これが「麦大」の「蚊帳美人図」とほぼ同じ図様を描いているが、東燕斎寛志と「麦大」とのあいだに、実際に関わりがあったのかどうかも明らかではない。